# Tyniec nad Ślęzą
Tyniec nad Ślęzą est une localité polonaise de la gmina de Kobierzyce, située dans le powiat de Wrocław en voïvodie de Basse-Silésie.

## Histoire
De 1742 à 1945, Groß Tinz an der Lohe fait partie de l'arrondissement de Nimptsch puis à partir de 1932, de l'arrondissement de Breslau dans le district de Breslau au sein de la province de Silésie.